# De docta ignorantia

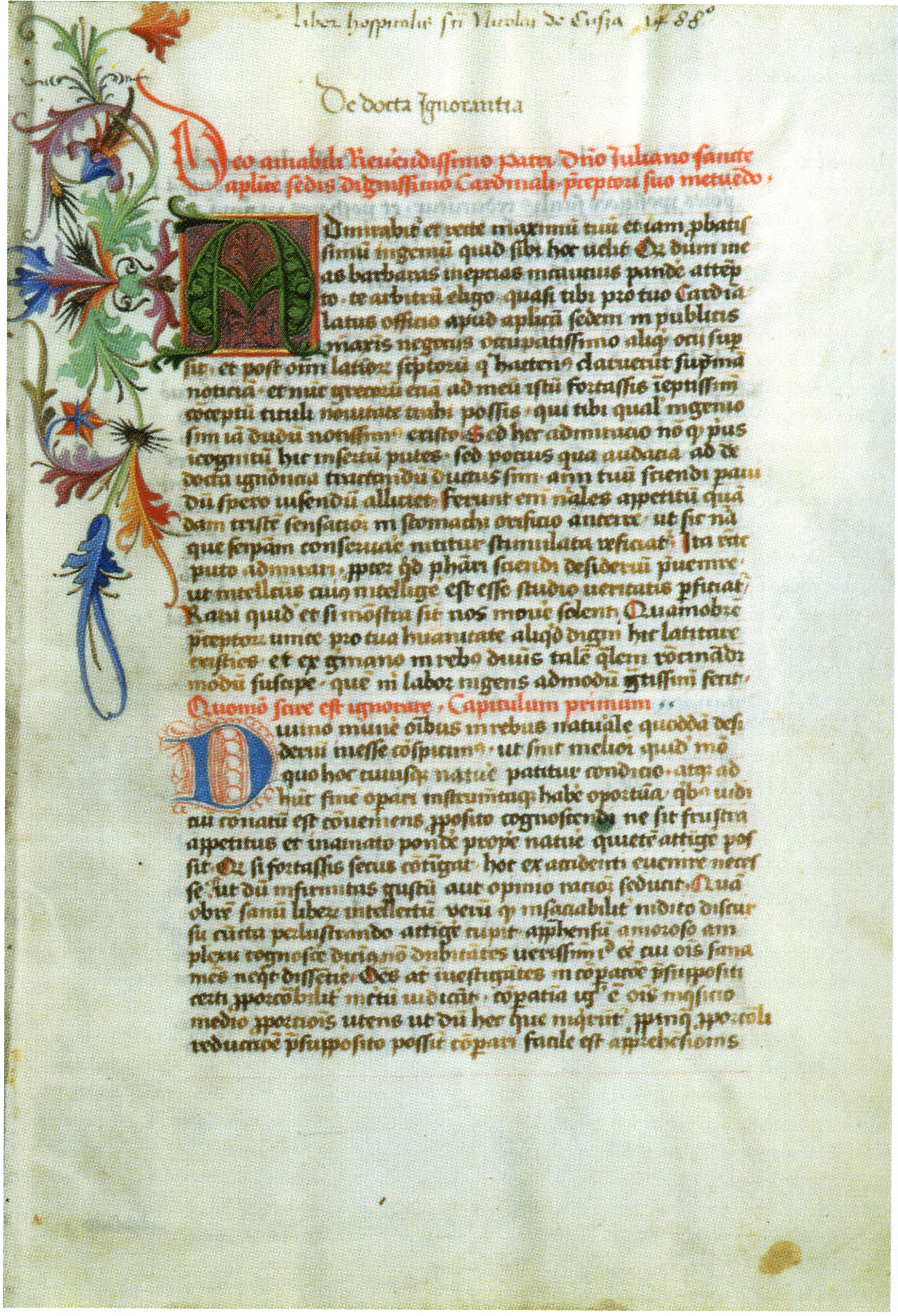
Der Anfang von De docta ignorantia in einer Handschrift aus dem Besitz des Verfassers, Bernkastel-Kues, Bibliothek des Sankt-Nikolaus-Hospitals, Codex 218, fol. 1r

De docta ignorantia („Über die belehrte Unwissenheit“) ist der Titel einer lateinischen Schrift des Philosophen und Theologen Nikolaus von Kues (Cusanus). Darin entwickelte er die Grundlagen seiner Theologie und einer damit eng verbundenen spekulativen Kosmologie. Er widmete das am 12. Februar 1440 in Kues an der Mosel (heute Bernkastel-Kues) abgeschlossene Werk dem Kardinal Giuliano Cesarini, mit dem er befreundet war.

## Vorgeschichte
Schon der antike Philosoph Sokrates betonte sein Wissen um sein Nichtwissen. Damit meinte er nicht Verzicht auf Erkenntnis, sondern eine realistische Einschätzung der eigenen Unwissenheit als Ausgangspunkt für Erkenntnisstreben. Wer seine Unwissenheit erkannt hat, kann Belehrung empfangen.
Den Ausdruck docta ignorantia verwendete als erster der spätantike Kirchenvater Augustinus von Hippo in einem Brief. Er schrieb: „Es gibt, um mich so auszudrücken, in uns ein belehrtes Nichtwissen, aber belehrt durch den Geist Gottes, welcher unserer Schwachheit beisteht.“ Damit bezog er sich auf die Unmöglichkeit einer umfassenden Erkenntnis Gottes; möglich sei jedoch ein durch göttliche Gnade belehrtes Nichtwissen. Das „belehrte Nichtwissen“ gehört somit zur negativen Theologie, die auf die Unzulänglichkeit aller positiven Aussagen über Gott hinweist und sich folgerichtig auf Aussagen darüber, was Gott nicht ist, beschränkt. Der prominenteste Vertreter dieser Richtung wurde der spätantike christliche Neuplatoniker Pseudo-Dionysius Areopagita. Er meinte, dass der Mensch, indem er sich ohne Wissen über sich selbst hinaus erhebe (agnōstōs anatathēti), in gewissem Maße zu einer Gotteserfahrung gelangen könne. Im 13. Jahrhundert griff der franziskanische Theologe Bonaventura den Gedanken auf. Er verstand unter belehrtem Nichtwissen die Erhebung des Geistes, der sich von allem losgelöst und alle Vorstellungen verneint hat, in die Finsternis, was für die Vereinigung mit Gott erforderlich sei. Dabei berief sich Bonaventura auf Pseudo-Dionysius, der jedoch den Ausdruck „belehrte Unwissenheit“ nicht verwendet hat.

## Konzept des Nikolaus von Kues
Seine für die Folgezeit bis heute maßgebliche Ausprägung erhielt der Ausdruck docta ignorantia von Nikolaus von Kues, der ihm in seiner Philosophie eine zentrale Rolle zuwies und das erste seiner philosophisch-theologischen Hauptwerke so betitelte. Nikolaus knüpfte an die negative Theologie des Pseudo-Dionysius an.
In De docta ignorantia verwarf Nikolaus im Sinne der negativen Theologie alle positiven Aussagen über Gott als unangemessen und insofern irreführend. Wie Bonaventura wendete er sich Gott nicht zu, indem er den Anspruch erhob, Wissen über ihn zu besitzen oder erreichen zu können, sondern indem er Wissen über sein eigenes Nichtwissen erlangte und damit eine über sich selbst „belehrte Unwissenheit“. Im Unterschied zu Augustinus und Bonaventura schilderte er jedoch die Belehrung, welche der Unwissende empfängt, nicht als reine Gnade Gottes, sondern als Frucht von Bemühungen des menschlichen Geistes, der sich auf der Suche nach Wahrheit und Weisheit selbst transzendiert.
Die von Nikolaus entwickelte „Regel der belehrten Unwissenheit“ besagt, dass man nie durch Betrachtung von etwas, was quantitativ oder qualitativ vermehrt bzw. gesteigert oder vermindert werden kann, zur Erkenntnis eines absoluten Maximums gelangen kann. Der menschliche Verstand (ratio) kann sich jedoch seiner Natur nach nur mit vermehrungs- oder verminderungsfähigen, also relativen Objekten befassen, da seine Tätigkeit ein Vergleichen  von Bekanntem mit Unbekanntem ist. Im Zuständigkeitsbereich des Verstandes, unter den steigerungsfähigen konkreten Gegenständen, gibt es nur Grade der Annäherung, keine absolute Gleichheit und keine Genauigkeit. Gott als das Absolute und Unendliche ist dem Verstand somit prinzipiell unzugänglich.
Höher als der Verstand steht nach Nikolaus’ Überzeugung die Vernunft (intellectus), da sie in der Lage ist, die Grenzen der Verstandestätigkeit zu erkennen. Doch auch sie ist endlich und kann daher nach De docta ignorantia ebenfalls nicht zu wirklicher Gotteserkenntnis vordringen; den paradoxen Zusammenfall der Gegensätze in Gott, die coincidentia oppositorum, erfasst sie nicht wirklich. Da sie aber zugleich „etwas Göttliches“ ist, kann sie immerhin die göttliche Wahrheit gleichsam „sehen“ und „berühren“. Später, in De coniecturis (um 1442), in den im Zeitraum 1445–1447 verfassten kleinen Schriften und besonders in De visione dei (1453) gelangte Nikolaus zu einer optimistischeren Einschätzung der Möglichkeiten der Vernunft.
Paradoxerweise meinte Nikolaus, dass ein über sein Nichtwissen belehrter Mensch „das Unbegreifliche unbegreifenderweise umfassen“ könne. Während er hinsichtlich der Gotteserkenntnis die Aussichtslosigkeit aller rationalen Bemühungen betonte, betrachtete er die Welterkenntnis als Prozess, als einen nicht zum Ende gelangenden Vorgang der Annäherung an die Wahrheit, der mit einer Steigerung der Erkenntniskräfte verbunden sei: „Je tiefer wir in dieser Unwissenheit belehrt sein werden, desto mehr werden wir uns der Wahrheit selbst nähern.“

## Rezeption
Ein Zeitgenosse und Widersacher des Nikolaus von Kues, der Theologieprofessor Johannes Wenck, griff 1442/43 das Konzept der „belehrten Unwissenheit“ in einer Kampfschrift De ignota litteratura („Über die unbekannte Gelehrsamkeit“) als häretisch an. Er beschuldigte Nikolaus des Pantheismus und der Zerstörung der Theologie. Erst einige Jahre später, 1449, reagierte Nikolaus, der im Vorjahr zum Kardinal erhoben worden war, mit der Gegenschrift Apologia doctae ignorantiae („Verteidigung der belehrten Unwissenheit“). Darauf antwortete Wenck wiederum mit einer (nicht erhaltenen) Entgegnung.
Ein scharfer Gegner des Konzepts der „belehrten Unwissenheit“ war auch der Kartäuser Vinzenz von Aggsbach. Er wendete sich gegen den Benediktiner Bernhard von Waging, einen Anhänger von Nikolaus, der 1451/52 ein Laudatorium doctae ignorantiae („Lob der ‚belehrten Unwissenheit’“) geschrieben hatte. Seine Auffassung erläuterte Vinzenz 1454 in einem Brief, der später als Impugnatorium laudatorii doctae ignorantiae („Angriff auf das Lob der ‚belehrten Unwissenheit’“) bekannt wurde. Darin bestritt er, dass die von Nikolaus empfohlenen Bemühungen ein gangbarer Weg zur Gotteserkenntnis sein können. Bernhard reagierte 1459 mit einem Defensorium laudatorii doctae ignorantiae („Verteidigung des Lobes der ‚belehrten Unwissenheit’“).

## Textausgaben
Ohne Übersetzung
- Nicolai de Cusa opera omnia (Gesamtausgabe der Heidelberger Akademie):
  - Bd. 1: De docta ignorantia, hrsg. Ernst Hoffmann, Raymond Klibansky, Leipzig 1932
  - Bd. 2: Apologia doctae ignorantiae, hrsg. Raymond Klibansky, 2. Auflage, Hamburg 2007, ISBN 978-3-7873-1788-2

Mit Übersetzung
- Schriften des Nikolaus von Kues in deutscher Übersetzung (im Auftrag der Heidelberger Akademie; lateinischer Text der kritischen Gesamtausgabe, aber ohne den kritischen Apparat, und deutsche Übersetzung):
  - H. 15a: Die belehrte Unwissenheit. De docta ignorantia. Buch I, hrsg. Paul Wilpert, Hans Gerhard Senger, 4. Auflage, Meiner, Hamburg 1994, ISBN 978-3-7873-1158-3
  - H. 15b: Die belehrte Unwissenheit. De docta ignorantia. Buch II, hrsg. Paul Wilpert, Hans Gerhard Senger, 2. Auflage, Meiner, Hamburg 1977, ISBN 3-7873-0416-9
  - H. 15c: Die belehrte Unwissenheit. De docta ignorantia. Buch III, hrsg. Hans Gerhard Senger, Meiner, Hamburg 1977, ISBN 3-7873-0362-6